# Ten Sing

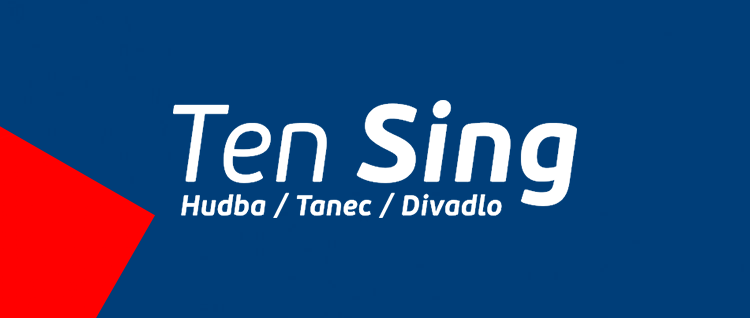
Ten Sing logo

Ten Sing (TS) je zkratka pro „teenagers singing“, což se do češtiny překládá jako zpívání náctiletých. Je to jedna z aktivit občanského sdružení YMCA, která je určená pro všechny mladé lidi ve věku od 13 do 20 let (ale i starší). V tensingu by se měla rozvíjet celá osobnost. Ideje tensingu je možné vyjádřit pomocí tří „K“:
- Kultura – vedoucí TS dělají vše tak, aby vyšli vstříc kultuře mladých lidí (v praxi skupinu vedou sami teenageři).
- Kreativita – všechno je v TS koncipováno tak, aby byli náctiletí co nejméně pasivní. Mají hodně prostoru se realizovat v tom, co je baví.
- Kristus – TS je otevřený pro všechny – jak pro věřící, tak i pro nevěřící. Mladí lidé mají možnost setkat se s křesťanským pohledem na svět, zamýšlet se a diskutovat s ostatními. Všechny pak pojí zapálení pro věc, kterou spolu dělají.

## Ten Sing v praxi
TS skupina má od 5 do 100 členů. Většinou se setkávají alespoň jedenkrát týdně. TS skupina předvádí svoji práci na veřejných koncertech, které jsou zároveň pozvánkou pro případné nové členy. TS je amatérská činnost. V čele TS skupiny je výbor (resp. rada či committee), který je obvykle volen všemi členy TS. Tento výbor řídí činnost skupiny. Nad tímto výborem ještě bývá tzv. dospělý vedoucí, který by měl pouze usměrňovat činnost výboru, vlastní řízení však zůstává na výboru samotném.
TS skupina se dělí do menších skupin – dílen (workshopů). Každá dílna se zabývá zvláštní aktivitou – zpěvem, tancem, divadlem (a capella), muzikálem či hraním v kapele. Pracuje se i mimo dílny jako např. s technickým vybavením, výroba plakátů, triček, kulis, atd.

## Historie TS v Evropě
Ten Sing založil kněz Kjell Gronner Archivováno 2. 11. 2021 na Wayback Machine. v roce 1967 v Bergenu v Norsku, jako výsledek hledání nových cest k mladým lidem. Po roce 1967 začal rozvoj TS v Norsku. V osmdesátých letech, okolo roku 1985, se začal Ten Sing pomalu šířit i do ostatních evropských zemí. V současnosti je v Norsku okolo 200 tensingových skupin a v ostatních zemích je jich ještě minimálně jedenkrát tolik. Jeden z důvodů pro tento prudký rozvoj je aktivita tensingu Norsko, který jezdí po různých evropských i asijských zemích již více než 20 let a pomáhá šířit tuto aktivitu svými koncerty a interaktivními workshopy. Další rozvoj TS v Evropě byl zaznamenán po pádu železné opony v roce 1989.

## Historie TS v České republice
Začala po listopadu 1989 za velké pomoci tensingu Norsko. Ještě před jeho návštěvou začaly první pokusy o něco podobného tensingu v jedné pražské skupině mládeže ČCE. První tensingové skupiny v roce 1992 vznikly v Krnově a v Praze. Pomalu, ale jistě se šířil TS i do jiných měst. Během necelých 20 let provozování této aktivity v ČR vzniklo více než 30 skupin. Některé z nich zanikly, jiné zanikly a po čase se obnovily, nicméně každý rok jsme svědky vzniku minimálně jedné nové TS skupiny. V současné době[kdy?] je v ČR aktivních 9 TS skupin.

## Systém fungování TS v ČR
Každá TS skupina funguje pod záštitou lokální YMCA. TS skupiny, v jejichž městě není YMCA, zaštiťuje občanské sdružení YMCA DAP. Všechny tensingy mají svého zástupce v Českém TS Výboru (ČVTS). Od roku 2010 pomáhá propojovat jednotlivé skupiny tensingový sekretář a komunikace mezi vedoucími probíhá přes různé virtuální komunikační kanály. Akce celostátního charakteru (tábory, turné, festivaly, školení, kurzy, apod.) zajišťuje taktéž občanské sdružení YMCA DAP. Od února 2011 měl programovou část celorepublikových akcí na starosti tzv. Komitét českého tensingu (KČT), který fungoval pod dohledem Výboru YMCA DAP. Od září 2015 jeho funkci opět převzal ČVTS a nový, symbolicky placený tensingový sekretář.